# Ubuntu Studio

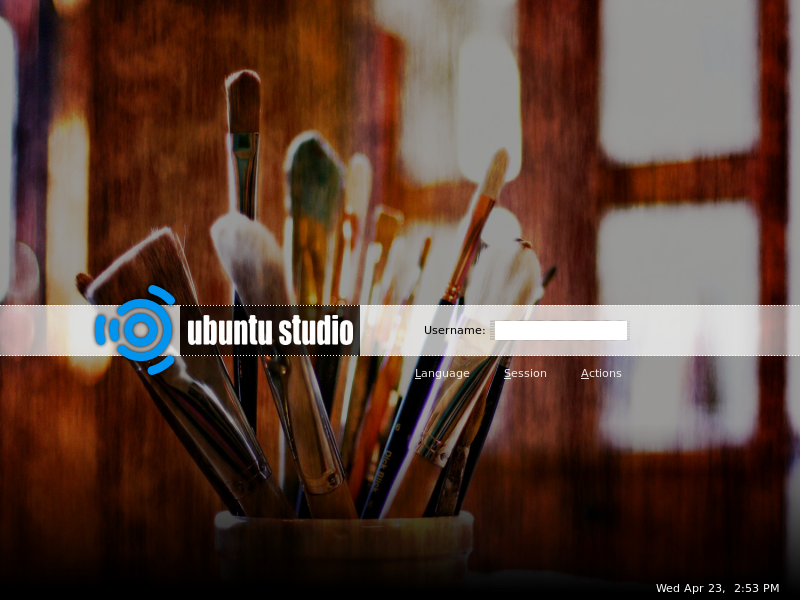
ubuntu studio 8.04的登入畫面

Ubuntu Studio 是Ubuntu官方認可的Ubuntu作業系統衍生版本 ，使用KDE为桌面环境。這個版本主要是為多媒體製作而設。第一個版本基於Ubuntu 7.04，在2007年5月10日發佈。

## 特色

### 即时内核/低延迟内核
Ubuntu Studio 8.04包含的即時內核（real-time kernel）是專門為繁重的影音、图形作業修改的。排程器使得應用程式可以取得立即的CPU時間，大大地減少音频延时 。 8.10版的發佈則沒有這個即時內核。虽然在9.04版的系统中重新引入了该内核，但10.04版已经不再默认搭载该内核。在10.10及其以后的版本，即时内核已不再被支持。
从12.04版开始，Ubuntu Studio默认采用了linux-lowlatency内核，该内核本质上基于Ubuntu Linux内核，通过调整配置使得音频应用能在较低的延迟下稳定运行。
自24.10 beta版本开始，因实时内核合并至主线内核以及实时内核在Ubuntu中即将弃用等原因，Ubuntu Studio正式弃用linux-lowlatency内核，转而使用启用了lowlatency参数的通用linux内核。

### 外观和声音主题
Ubuntu Studio延用Kubuntu的KDE Plasma桌面，并额外包含了一个定制的艺术性主题，黑底蓝按键的主题与ubuntu本身的棕桔色形成了鲜明的对比。

### 使用ubuntu软件包
此发行版相比其他具备实时内核的发行版的优势之一即使用同其他Ubuntu版本相同的软件包仓库，这使系统更新和软件安装更容易，同时也能用到范围更广泛的软件。

## 安裝

### 全新安装
Ubuntu Studio提供Live CD镜像作为安装工具，使用者可以透過圖形化安裝介面來進行安裝。此外，自20.04以来，映像檔的大小已经超过4.7GB，一般的DVD容納不下，因此通常是使用容量大于8GB的单面双层DVD或者U盘来安装。

### 从其他Ubuntu版本安装
Ubuntu Studio也可以透過Ubuntu Studio Installer通过網路自任意ubuntu版本安装而来（包括最简安装的Ubuntu Studio），并且可以选择安装哪些部分。

## 套件

### 音效
- Ardour - 一個硬碟錄音機及數位音效工作站應用程式
- Audacity - 一個數位音效編輯器
- Hydrogen - 一個進階的鼓機
- JACK Audio Connection Kit - a sound server daemon that provides low latency connections between applications for both audio and MIDI data
- JAMin （页面存档备份，存于） - 操控JACK Audio Connection Kit Audio的介面
- LilyPond - 編寫樂譜的軟體
- Mixxx - DJ-風格的混音程式
- MusE - 一個使用JACK 及 ALSA的MIDI/聲音 編曲機(sequencer)
- Rosegarden - 數位音效工作站程式
- TiMidity++ - 一個軟體合成器，可以將MIDI轉成多種格式

### 影片
- Pitivi - 非線性數位影片編輯軟體
- Kino - 影片編輯軟體
- OpenShot - 影片編輯軟體
- Kdenlive - 影片编辑软件
- Stopmotion （页面存档备份，存于） - 停格動畫製作軟體
- VLC media player - 免費的媒體播放器

### 繪圖
- Agave - a color scheme generator
- Blender - 一個3D動畫程式
- Enblend （页面存档备份，存于） - 一個組圖程式
- FontForge - 一個字型編輯程式
- GIMP - 一個點陣影像的編輯器
- Inkscape - 一個向量影像的編輯器
- Krita - 一个绘画兼图形处理软件
- Scribus - 一個桌面發佈應用程式
- Synfig - 一個使用時間軸的2D向量影像動畫製作軟體

### 摄影
- digiKam - 一个素材管理工具
- Darktable - 一个素材处理工具

## 外部連結
- Ubuntu Studio 首頁（页面存档备份，存于）
- Ubuntu Studio 應用程式 （页面存档备份，存于）
- Ubuntu Wiki （页面存档备份，存于）
- The Ubustu Feed, 非官方blog
- Boing Boing - Ubuntu studio - Linux for multimedia creation
- Ubuntu Studio在DistroWatch上的页面
- Ubuntu Studio 7.04 於OSDir.com的截圖
- Linux 音樂家社群 （页面存档备份，存于）